# Lotus Domino
A Lotus Domino egy IBM szervertermék, ami vállalati szintű e-mailt, együttműködési szoftvert és egyedi alkalmazásplatformot kínál felhasználóinak. A Lotus Domino eredetileg Lotus Notes Server-ként kezdte a pályafutását, ami a Lotus Development Corporation kliens-szerver üzenetküldő technológiájának szerverkomponense volt. Használható alkalmazásszerverként Lotus Notes alkalmazásokhoz, valamint webkiszolgálóként. Rendelkezik beépített adatbázisrendszerrel is (NSF). Ezen túl címtárszolgáltatásai autentikációs célokra használhatók.

## Dokumentum-orientált adatbázis
Az IBM Lotus Domino termékek az NSF (Notes Storage Facility) dokumentum-orientált adatbázist használják az olyan strukturált adatok tárolására, mint formázott szövegek, állományok stb. Az adat dokumentumokban tárolódik, a nézetek segítségével pedig hatékonyan kereshetők a specifikus dokumentumok. A dokumentum-orientált adatbázis központi része a Domino architektúrának.

### Dokumentumok
Minden dokumentumnak egyedi azonosítója van, ezen felül további beépített mezőkkel rendelkeznek úgy, mint utolsó szerkesztő, utolsó szerkesztési dátum stb. Az alkalmazásokban lehetőség van specifikus mezők definiálására. A dokumentumok tárolhatnak formázott szöveget is natív Notes vagy MIME formátumban. Mindkét tárolási típus megengedi a szöveg formázását, képek használatát, viszont csak a Notes formátumban használhatók például űrlapok. A dokumentumok szintén tárolhatnak csatolt állományokat. A lekérdezések API-kon és nézeteken keresztül történnek. A Lotus Domino ezen felül beépített szolgáltatásként támogatja a szöveg keresést a teljes adatbázisban.

## Replikáció
A Lotus Notes passzív replikációt alkalmaz az adatok konzisztenciájának megőrzéséhez az adatbázis replikáin.

## Biztonság
A Lotus Domino szerverek és adatbázisok többszintű biztonsági korlátozással rendelkeznek úgy mint szerverek, adatbázisok, dokumentumok, dokumentum részek elérése, valamint ezeken akciók végrehajtása.

## Lotus Domino termékek
- Lotus Domino
  - Collaboration Express
  - Enterprise Server
  - Messaging Express
  - Messaging Server
  - Utility Express
  - Utility Server
- Lotus Domino Access for Microsoft Outlook
- Lotus Domino Administrator Client
- Lotus Domino Designer Client
- Lotus Domino Document Manager (régebben Domino.Doc)
- Lotus Domino Everyplace
- IBM Lotus iNotes (IBM Lotus Domino Web Access 2008 előtt)
  - Lite Mode (lassú kapcsolathoz, elérhető 8.0.2 óta)
  - Ultralite Mode (Safari böngészőhöz Apple iPhone-on, elérhető 8.0.2 óta)
- Lotus Domino Unified Communications
- Lotus Notes Traveler

## Lotus Domino szolgáltatások
A Lotus Domino szerver fő szolgáltatásai a következők:
- E-mail-szerver
- Alkalmazás szerver
- Webkiszolgáló
- Adatbázis szerver
- Címtár szerver (LDAP)

A Lotus Domino bővítmények az alábbiakat kínálják:
- Adat integráció (Lotus Enterprise Integrator)
- Azonnali üzenetküldés és web-konferencia (IBM Sametime)
- Dokumentum kezelés (Domino Document Manager)
- Mobil alkalmazás szerver (Domino Everyplace)
- Mobil szinkronizáció (Lotus Notes Traveler)

## Verziók
A Lotus Domino termékek egyidőben kerülnek kiadásra az azonos verziószámú Lotus Notes kliens termékekkel.

## Külső hivatkozások
- Lotus Notes and Domino home page